# Hongyan (köping i Kina, Sichuan, lat 31,14, long 104,01)
Hongyan (kinesiska: 红岩镇, 红岩) är en köping i Kina. Den ligger i provinsen Sichuan, i den sydvästra delen av landet, omkring 54 kilometer norr om provinshuvudstaden Chengdu.
Genomsnittlig årsnederbörd är 1 200 millimeter. Den regnigaste månaden är juli, med i genomsnitt 346 mm nederbörd, och den torraste är december, med 5 mm nederbörd.